# Phalaris caroliniana
Phalaris caroliniana är en gräsart som beskrevs av Thomas Walter. Phalaris caroliniana ingår i släktet flenar, och familjen gräs. Inga underarter finns listade i Catalogue of Life.